# Bocana silenusalis
Bocana silenusalis là một loài bướm đêm trong họ Noctuidae.